# Gonomyia subpilifera
Gonomyia subpilifera är en tvåvingeart som beskrevs av Alexander 1934. Gonomyia subpilifera ingår i släktet Gonomyia och familjen småharkrankar. Inga underarter finns listade i Catalogue of Life.